# Lycium cestroides
Lycium cestroides ist eine Pflanzenart aus der Gattung der Bocksdorne (Lycium) in der Familie der Nachtschattengewächse (Solanaceae).

## Beschreibung
Lycium cestroides ist ein meist 1 bis 2 m hoher, aufrecht wachsender Strauch, der selten auch Wuchshöhen von bis zu 5 m erreichen kann. Die Laubblätter sind unbehaart und 10 bis 90 mm lang, sowie 4,5 bis 47 mm breit.
Die Blüten sind zwittrig und meist fünfzählig, jedoch kommen selten auch vier-, sechs-, acht- oder neunzählige Blüten vor. Der Kelch ist röhrenförmig oder gelegentlich auch glockenförmig, die Kelchröhre ist 2 bis 3,5 mm lang und mit 1 bis 2,5 mm langen Kelchzipfeln besetzt. Die Krone ist röhren- bis trichterförmig und einfarbig intensiv violett gefärbt. Die Staubfäden sind auf etwa 1 bis 2 mm des unteren Teils der Basis behaart.
Die Frucht ist eine rote, orange oder dunkel violette, kugelförmige bis eiförmige Beere mit einer Länge von 5 bis 9 mm und einer Breite von 4 bis 8 mm.
Die Chromosomenzahl beträgt 2n = 24.

## Vorkommen
Die Art ist in Südamerika verbreitet und kommt dort in Argentinien und Bolivien vor.

## Systematik
Molekularbiologische Untersuchungen platzieren die Art als Schwesterart zu einer großen Klade, die ausschließlich amerikanische Arten der Gattung enthält. Diese Platzierung wird nur durch einen Bootstrap-Wert von 76 % gestützt, jedoch weisen Blütenmorphologie und die daraus abgeleitete Spezialisierung auf Kolibris als Bestäuber auf eine besondere Rolle unter den amerikanischen Vertretern der Gattung hin.

## Nachweise

### Hauptbelege
- J.S. Miller und R.A. Levin: Lycium cestroides. In: Project Lycieae